# Gare d’Arches
Gare d’Arches vasútállomás Franciaországban, Arches településen.

## Vasútvonalak
Az állomást az alábbi vasútvonalak érintik:
- Épinal-Bussang-vasútvonal
- Arches-Saint-Dié-vasútvonal

## Kapcsolódó állomások
A vasútállomáshoz az alábbi állomások vannak a legközelebb:
- Gare d’Épinal
- Gare de Docelles - Cheniménil
- Gare de Pouxeux
- Gare d’Éloyes
- Gare de Bruyères